# Antoniówka (powiat zwoleński)
Antoniówka – wieś w Polsce, położona w województwie mazowieckim, w powiecie zwoleńskim, w gminie Policzna.
Wieś wchodzi w skład sołectwa Antoniówka – Franków.
W latach 1975–1998 miejscowość należała administracyjnie do województwa radomskiego.
Antoniówka została w znacznym stopniu spalona w 1944 r. przez wojska hitlerowskie, w odwet za akcję partyzancką oddziału BCh Józefa Abramczyka „Tomasza”. Niemcy zamordowali cztery osoby a 12 wywieźli na roboty przymusowe. Spalili 37 gospodarstw.  We wsi znajduje się pomnik upamiętniający pacyfikację.
Wierni Kościoła rzymskokatolickiego należą do parafii św. Stefana w Policznie.

## Turystyka
Przez wieś przechodzi  żółty szlak turystyczny im. Jana Kochanowskiego ze Zwolenia do Garbatki-Letnisko.

## Ochrona przyrody
Na zachód od wsi rozciąga się rezerwat przyrody "Okólny Ług" w którym żyją m.in. żółwie błotne.